# Auf den Trümmern des Kaiserreiches
Auf den Trümmern des Kaiserreiches ist ein Roman von Ludwig Renn, der zuerst 1961 erschienen ist.
Die Handlung spielt vor dem Hintergrund der Novemberrevolution während des Zusammenbruchs des deutschen Kaiserreiches im Jahr 1918 und im Frühjahr 1919. Der Ort der Handlung ist überwiegend Berlin. Wichtige Ereignisse, auf die im Roman Bezug genommen wird, sind die Unterzeichnung des Waffenstillstandes von Compiègne, die erzwungene Abdankung des Kaisers Wilhelm II., die Ernennung des Sozialdemokraten Friedrich Ebert zum Reichskanzler, die Ausrufung der Republik durch Philipp Scheidemann und der Sozialistischen Republik durch Karl Liebknecht, das Bündnis Eberts mit der Obersten Heeresleitung u. v. a. 
Das Hauptaugenmerk der Romanerzählung liegt auf der Schilderung der revolutionären Aktivitäten der Spartakisten unter ihren Wortführern Karl Liebknecht und Rosa Luxemburg sowie der anderen sozialistischen Gruppierungen: die Versammlungen der Arbeiter- und Soldatenräte, die Gründung des Spartakusbundes und später der Kommunistischen Partei Deutschlands (KPD), der politische und militärische Kampf der Volksmarinedivision und die Demonstrationen und Straßenkämpfe in Berlin. 
Geschildert wird das Geschehen aus der Perspektive mehrerer beteiligter Personen: Da ist zunächst der nach dem Kieler Matrosenaufstand desertierte Matrose Hein, der bei einer Berliner Arbeiterfamilie Unterschlupf findet und nach Kriegsende seinen Platz in der Volksmarinedivision im Berliner Marstall findet. Die 13-jährige Tochter der Familie, Ilse, hilft Hein und den revolutionären Arbeitern und Soldaten mit kleinen Boten- und Erkundungsdiensten und wird so für die große Sache des Sozialismus eingenommen. 
Graf Budislaw von der Duba ist Hauptmann bei der Fronttruppe in Frankreich. Er erlebt das Kriegsende durch Waffenstillstand in Frankreich, macht den Rückzug seines Regiments nach Potsdam mit und muss in Berlin den Zerfall der Befehlsgewalt innerhalb des deutschen Heeres mitansehen. Sein Bruder Gero kämpft in einem der berüchtigten Freikorps im Baltikum und wird mit seiner Truppe zur Verstärkung des Heeres nach Berlin verlegt.  
Der Roman steht in der Tradition des sozialistischen Realismus. Er stellt die Geschehnisse als Ereignisse der sich vollziehenden Geschichtsentwicklung dar, die ihren Ausdruck im Klassenkampf, in den Machtkämpfen zwischen antagonistischen gesellschaftlichen Gruppen findet. Stilistisch zeichnet sich der Roman durch eine betont sachliche und unprätentiöse Sprache aus und entspricht somit dem Stilideal der Neuen Sachlichkeit. Der Erzählmodus ist extern fokalisiert, dringt also kaum in die Innenwelt der handelnden Figuren ein, bringt aber auch keine persönlichen Anmerkungen eines über den Geschehnissen stehenden persönlichen Erzählers vor, sondern zeigt die Geschehnisse gleichsam dokumentarisch wie in einem Film. 

## Ausgaben
- Ludwig Renn: Gesammelte Werke in Einzelausgaben, Bd. 7. Berlin: Aufbau-Verl., 1969.
- Ludwig Renn: Auf den Trümmern des Kaiserreiches. Berlin: Kinderbuchverl., 1961. 2. Aufl. 1969.